# 克雷恩維爾 (伊利諾伊州)
克林維爾（英語：Crainville）是一個位於美國伊利諾伊州威廉森縣的城市。

## 地理
克林維爾的座標為37°44′56″N 89°03′57″W / 37.74889°N 89.06583°W，而該地的平均海拔高度為144米（即472英尺）。

## 人口
根據2010年美國人口普查的數據，克林維爾的面積為4.29平方千米，當中陸地面積為4.28平方千米，而水域面積為0.01平方千米。當地共有人口1254人，而人口密度為每平方千米292.31人。